# Großer Köllnsee
Der Große Köllnsee ist ein kleiner natürlicher See im Naturraum des Neustrelitzer Kleinseenlandes und im Naturpark Uckermärkische Seen im Landkreis Uckermark (Brandenburg). Er liegt auf der Gemarkung von Retzow, einem Ortsteil der Stadt Lychen.

## Geographische Lage und Hydrographie
Der See erstreckt sich mit seiner längeren Achse über 360 m von Südwesten nach Nordosten. Die größte Breite beträgt etwa 160 m. Sein mittlerer Seespiegel liegt auf 61,1 m. Er liegt im Verlauf des Schulzenseegrabens eines linken Zuflusses des Thymenfließes, das seinerseits in den Godenberger Mühlenbach-Hegensteinfließ mündet, einen Nebenfluss der Havel. Der Schulzenseegraben beginnt östlich des Schulzensees bei Rutenberg und durchströmt nach dem Großen Köllnsee den Kleinen Köllnsee.

## Geschichte
Der See wurde bereits 1299 erstmals urkundlich genannt (stagnum Grote Kelle). Er gehörte neben 38 namentlich genannten anderen Seen zur Erstausstattung des Klosters Himmelpfort. Das Kloster bekam mit dieser Schenkung durch den brandenburgischen Markgrafen Albrecht III. die alleinigen Fischerei- und Nutzungsrechte. Der Name ist abgeleitet von mnd. kelle = großer Schöpflöffel, nach der gerundeten Form des Sees
. Der Zusatz groß entstand zur Unterscheidung von dem geringfügig kleineren Kleinen Köllnsee, der nur 170 m westlich davon liegt.

## Weblink
- Gewässersteckbrief Großer Köllnsee auf www.anglermap.de